# Omas Teich Festival
Omas Teich Festival (kurz: Omas Teich) war ein jährlich wiederkehrendes zweitägiges Openair-Musikfestival in Großefehn (Ostfriesland).

## Geschichte

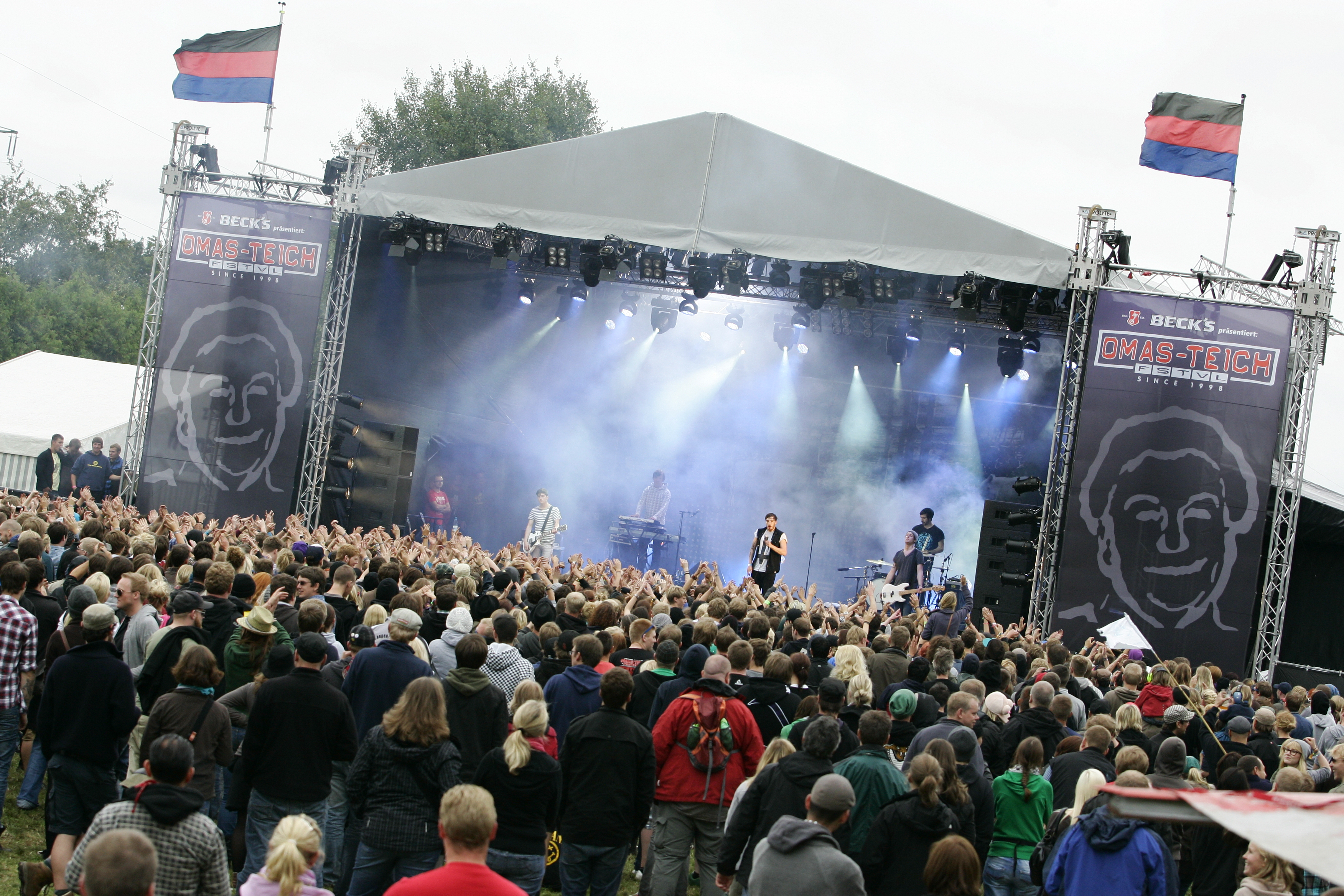
Casper bei Omas Teich Festival 2011

Das Festival entstand 1998 aus einer privaten Party, die zunächst an einem Teich der Großmutter  eines der Veranstalter stattfand.
Nach 9000 Besuchern im Jahr 2011 und einem Rückgang der Besucherzahl auf 5600 im Jahr 2012 wurde für 2013 eine fünfstellige Besucherzahl erwartet. Am 23. Juli 2013 gab die Veranstalterfirma Lake Events GmbH bekannt, dass das Festival nicht stattfindet und die Planung für Folgeveranstaltungen eingestellt wurden. Grund war eine ausgefallene Zwischenfinanzierung des Geschäftspartners creative talent, welcher nach dem defizitären Jahr 2012 bei Omas Teich einstieg, um die zukünftige Finanzierung zu sichern. Über die veranstaltende Lake Events GmbH wurde ein vorläufiger Insolvenzantrag eröffnet, der das Ausbezahlen der bereits gekauften Tickets verhinderte. Daraufhin erklärten sich die Veranstalter der Festivals Traffic Jam Open Air, Greenville Festival, Rocken am Brocken Festival, Mini-Rock-Festival und Rock den Lukas dazu bereit, auch Tickets des Omas Teich zu akzeptieren. Im November 2013 hatten die Gläubiger Ansprüche in Höhe von 815.000 EUR beim Insolvenzverwalter angemeldet.

## Bands und Daten
1999: KOLT
2000: One Man And His Droid, The Coalfield, The Millstone, ARES, Shamotte
2001: No Better Days, Skaminister, New Season, The Sunchild
2002: Soulmate, Skallywag, Scorefor, Awen, The Millstone
2003: Muff Potter, Flyswatter, AndTheWinnerIs, The Skatoons, Turbo 2000, Eavesdrop, The Sunchild, Acute, Atrox, Soulstice, Estrepito Banditos
2004: Alternative Allstars, Marr, Mad Sin, Face Tomorrow, Lord Bishop, One Man And His Droid, WhyTokio?!?, Ampersand, AliceD, Chäirwalk, The Other Choice
2005: Blackmail, Smoke Blow, The Robocop Kraus, Schrottgrenze, Turbostaat, Olli Schulz und der Hund Marie, Fire in the Attic, Harmful, Urlaub in Polen, Klee, Jupiter Jones, Three Minute Poetry, KJU, A.M. Thawn, Why Tokio, The Other Choice, Skunkx
2006: Shout Out Louds, Muff Potter, Gods of Blitz, Pale, Waterdown, The Toasters, Bernd Begemann & die Befreiung, Trashmonkeys, Turbostaat, Sometree, Days in Grief, Cartridge, Napoleon, Nice Boy Music, Kate Mosh, Addics, Five Card Charlie
2007: Tomte, Madsen, Aereogramme, The Films, She-Male Trouble, Superpunk, Vanilla Sky, Fotos, Tribute to Nothing, Sounds Like Violence, ClickClickDecker, TENT, The Kilians, Mad Monks, Escapado, Tiny Y Son, All-Riot, Hesslers
2008: Ashes of Pompeii, Blackmail, Bratze, Computer, Drifter, Enno Bunger, Escapado, Ghost of Tom Joad, Goose, Home of the Lame, Johnossi, Jupiter Jones, Kaizers Orchestra, Keith Caputo, Kettcar, Kleinstadthelden, Niels Frevert, The Robocop Kraus, Spermbirds, Sue, The Audience, The Horror The Horror, Tomte, Trip Fontaine, Turbostaat, Voxtrot
2009: Auletta, Baddies, Blood Red Shoes, ClickClickDecker, Deichkind, Disco Ensemble, Egotronic, Gisbert zu Knyphausen, Kilians, Mikroboy, Montreal, Riverline, Saboteur, Sondaschule, The Lemonheads, The Rifles, Turbonegro
2010: Alias Caylon, Antitainment, Beat Beat Beat, Biffy Clyro, Captain Planet, Dioramic, Fettes Brot, Friska Viljor, Frittenbude, Frogfly, Hellsongs, Johnossi, Jupiter Jones, Kettcar, Long Distance Calling, Mediengruppe Telekommander, Mega! Mega!, Nada Surf, Scumbucket, Solo Morasso, Supershirt, Telegraphs, The Black Box Revelation, The Busters, The Picturebooks, Tim Neuhaus, Trip Fontaine, tusq
2011: Adolar, And So I Watch You from Afar, Blackmail, Bondage Fairies, Bratze, Casper, Danko Jones, Editors, Findus, Frank Turner, Herrenmagazin, Madsen, Marteria, Molotov Jive, Royal Republic, Station 17, The Blackout Argument, The Cads, The Go! Team, The Skatoons, The Thermals, Three Chord Society, Timid Tiger, Turbostaat, Wir sind Helden, Zebrahead
2012: Against Me!, Anti-Flag, Blood Red Shoes, Bodi Bill, Crestfallen, Cro, De Staat, Dendemann, Digitalism, Donots, Eternal Tango, Frau Potz, Get Well Soon, Go Back to the Zoo, His Statue Falls, I Heart Sharks, Kaiser Chiefs, Kellermensch, Klübgrün, Kmpfsprt, Maxïmo Park, Optikhelden, Pascow, Pulled Apart by Horses, Smoke Blow, The Wombats, This Void, Veto, We Were Promised Jetpacks, Wilhelm Tell Me, Xavier Rudd, Young Rebel Set
2013 (geplante Bands): Abby, Aer, Average Engines, Blaudzun, Bloodhound Gang, Bonaparte, Bottled in England, Captain Planet, De fofftig Penns, Death Letters, Egotronic, Fall Out Boy, Feine Sahne Fischfilet, Findus, Hadouken!, Heisskalt, Herrenmagazin, Japandroids, John Coffey, Jupiter Jones, Kettcar, Knallfrosch Elektro, Love A, Maybeshewill, MC Fitti, Mikrokosmos23, Millencolin, OK Kid, Razz, Sally Jenko, Sam, Supershirt, Texas Is the Reason, The Joy Formidable, The Love Bülow, The Thermals, Thees Uhlmann, Tim Vantol, Torche, tusq, Who Killed Frank? 
Das Festival wurde für das Jahr 2013 zwei Tage vor Beginn kurzfristig abgesagt.